# بارك سي يون (ممثلة مواليد 1980)
بارك يي يونغ (بالكورية: 박시은)‏ هي ممثلة كورية جنوبية، ولدت يوم 6 يناير 1980 في سول في كوريا الجنوبية.

## روابط خارجية
- بارك سي يون (ممثلة مواليد 1980) على موقع IMDb (الإنجليزية)
- بارك سي يون (ممثلة مواليد 1980) على موقع قاعدة بيانات الفيلم (الإنجليزية)
- بارك سي يون (ممثلة مواليد 1980) على موقع كينوبويسك (الروسية)